# Ракієрі
Ракієрі (рум. Rachieri) — село у повіті Прахова в Румунії. Входить до складу комуни Валя-Келугеряске.
Село розташоване на відстані 57 км на північ від Бухареста, 7 км на схід від Плоєшті, 87 км на південний схід від Брашова.

## Населення
За даними перепису населення 2002 року у селі проживали 1295 осіб. Рідною мовою 1292 особи (99,8%) назвали румунську.
Національний склад населення села:
| Національність | Кількість осіб | Відсоток |
| -------------- | -------------- | -------- |
| румуни         | 1286           | 99,3%    |
| цигани         | 7              | 0,5%     |